# 皮特群島

皮特群島（英語：Pitt Islands）是南極洲的群島，位於比斯科群島北端和雷諾島以北，該群島以英國政治家小威廉·皮特命名，阿根廷、智利和英國均宣稱擁有主權。

## 島嶼
- 阿羅史密斯島
- 菲茲金島
- 京格爾島
- 金克斯島
- 克雷卡島
- 克內扎島
- 克里夫斯島
- 拉庫納島
- 納普金斯島
- 皮克維克島
- 里布尼克島
- 索耶島
- 斯拉姆基島
- 斯米格斯島
- 斯諾德格拉斯島
- 斯努賓島
- 坦布拉島
- 特蘭德爾島
- 塔普曼島
- 瓦貢迪島
- 韋勒島
- 溫克爾島

65°23′S 65°29′W / 65.383°S 65.483°W